# Celso Pixinga
Celso Claudio Cascarelli, conhecido como Celso Pixinga (São Paulo, 12 de julho de 1953) é um baixista brasileiro, professor e coordenador do Instituto de Baixo e Tecnologia (IB&T) na  Escola de Música e Tecnologia (EM&T).
"A troca da guitarra pelo baixo foi a coisa mais importante da minha vida musical". É com essa frase que Celso Pixinga define sua história musical. É considerado um virtuoso dos instrumentos de quatro, cinco e seis cordas.

## A carreira
Reconhecido no Brasil como um dos mais rápidos contrabaixistas nos baixos de 4 cordas com a utilização da técnica do SLAP. Na década de 80, Celso Pixinga tornou-se professor de contrabaixo e no ano de 1987, lançou seu primeiro trabalho: "Pixinga" e no ano seguinte, apresentou-se no Free Jazz Festival.
"Mr Funk", o segundo disco de sua carreira, foi lançado no ano de 1990, que acabou por trazer faixas como "Gas Truck" e "Gol do Miller". Em 1995, conhecido em todo o país, depois de ter tocado com Evandro Mesquita, Gal Costa, Wanderléa e outros artistas e bandas, tais como o T.N.T, o baixista lançou "Voo Livre", que mostrou com clareza as influências do funk, do jazz e da música brasileira no som produzido por Pixinga.
Em 1997, o músico foi o primeiro contrabaixista a lançar um disco, "Wake Up", no Blue Note de Nova York, conhecido como o templo do jazz, além de tocar com Gonzalo Rubalcaba. Apesar da pouca divulgação da música instrumental no Brasil, Pixinga conseguiu manter-se no cenário dos grandes músicos e gravar seus CDs. Em 2000, chegou às lojas "O Sonhador", no qual Pixinga tocou acompanhado pela PX Band.[carece de fontes?] No mesmo ano, tocou ao lado do baterista americano Dave Weckl.
Uma das características de suas músicas são os ritmos variados. No CD "Quase Acústico", lançado no ano de 2001, o baixista mesclou seu estilo com o samba e outros ritmos brasileiros. O disco lançado no ano de 2002, "Celso Pixinga & A Gig", trouxe os vocais das cantoras Rita Kfouri, Cida Souza, Tatiana Parra e Maria Diniz em músicas dançantes. Além disso, fez releituras de canções de Ivan Lins e Vitor Martins e homenageou os DJs na faixa "Mr DJ".
O CD "O Condutor", foi lançado em 2002 e contou com a participação de apenas dois músicos: ele mesmo, no contrabaixo, e João Carlos Godoy no teclado. O disco é uma junção sutil da música brasileira, latina e os vários estilos do jazz, entre eles o rock, o latino e o tradicional. Os destaques desse trabalho são as canções "Pro Gol", "Intervalo" e a versão de "Milestones" de Miles Davis. Em 2003, lançou "Celso Pixinga".
Em 25 anos de carreira, o contrabaixista conta com 7 vídeo-aulas, 1 contrabaixo e 1 amplificador com seu nome, 2 DVDs e a coordenação do Instituto de Baixo e Tecnologia da EM&T (Escola de Música & Tecnologia). Entre os artistas que já acompanhou estão: Evandro Mesquita, Ângela Rô Rô, Gal Costa, Mozart Mello, Fat Family, Gonzalo Rubalcaba, o baterista Dave Weckl, Taj Mahal, o guitarrista Kiko Loureiro e outros. Além disso, Pixinga já se apresentou em países da Europa, Ásia, América do Norte e América do Sul.
Em 2009, 2010, 2011 e 2013 participou do New Hampshire Bass Fest (Berklee) dando aula e tocou em Boston no "House of Blues com o quarteto "Two Four".

## Discografia
- Bauru genuíno (ponto Chic) - Berimbau LP, 1982
- Concentração (Celso Pixinga, 440 e Zona Sul) Jazz and Blues LP, 1986
- Pixinga - independente LP, 1987
- Mr. Funk - independente LP, CD, 1990
- Celso Pixinga e Pavio Curto - A Light At The End Of The Tunnel - 1992
- Celso Pixinga - O Sonhador - 1994
- Celso Pixinga & PX Band - Vôo Livre - 1995
- Celso Pixinga & PX Band II - Wake Up - 1996
- Celso Pixinga Trio - Quase Acústico - grav 98/ 2001
- Celso Pixinga - O Condutor - 2002
- Celso Pixinga & A Gig - 2002
- Celso Pixinga - 2003
- Celso Pixinga Ao Vivo - 2004
- Celso Pixinga - todos por um - 2004
- Ao Vivo No Sesc Paulista - 2004
- S.O.S. Baixo - 2005
- S.O.S. Baixo Ao Vivo - 2005
- Celso Pixinga - Coletanea Slap
- Celso Pixinga & Giba Favery -[6]  Dupla Dinâmica
- Bossa Jazz - 2006
- O Jogo - 2007
- Celso Pixinga - One More Step - 2008
- Celso Pixinga - Four - 2009
- De volta as origens - 2012

### Com a BandaT.N.T. (Todas Na Trave)
- 1992 - T.N.T. (Todas Na Trave)

## Vídeo aula
- Celso Pixinga e Giba Favery - Dupla Dinâmica
- Celso Pixinga - Slap Mania
- Celso Pixinga - Se meu baixo falasse
- Celso Pixinga - Super Slap

## Publicações
- Método de Contrabaixo - SLAP - Celso Pixinga